# 中国驻阿联酋大使列表
本列表为中華人民共和國驻阿拉伯联合酋长国历任大使名录（附中華民國駐阿拉伯聯合大公國歷任代表）。

## 历任中国驻阿联酋大使

### 中华人民共和国驻阿联酋大使（1985年至今）
1971年，阿拉伯联合酋长国独立，但在此后的13年里，与台海两岸均未建立外交关系。1984年11月1日，中华人民共和国与阿拉伯联合酋长国建交，并于翌年起开始派遣驻阿联酋大使。
| 姓名   | 任命           | 任命           | 到任           | 递交国书       | 免职           | 免职           | 离任       | 外交衔级 | 外交职务     | 备注 |
| 姓名   | 全国人大常委会 | 主席           | 到任           | 递交国书       | 全国人大常委会 | 主席           | 离任       | 外交衔级 | 外交职务     | 备注 |
| ------ | -------------- | -------------- | -------------- | -------------- | -------------- | -------------- | ---------- | -------- | ------------ | ---- |
| 胡昌林 | 1985年3月21日  | 1985年8月21日  | 1985年4月      | 1985年5月15日  | 1988年12月29日 | 1989年2月28日  | 1989年2月  | 大使     | 特命全权大使 |      |
| 黄振   | 1988年12月29日 | 1989年3月2日   | 1989年3月      | 1989年3月12日  | 1991年6月29日  | 1991年9月12日  | 1991年9月  | 大使     | 特命全权大使 |      |
| 刘宝莱 | 1991年6月29日  | 1991年9月12日  | 1991年10月     | 1991年10月20日 | 1995年8月29日  | 1995年12月8日  | 1995年11月 | 大使     | 特命全权大使 |      |
| 华黎明 | 1995年8月29日  | 1995年12月8日  | 1995年12月     | 1995年12月23日 | 1997年12月29日 | 1998年4月2日   | 1998年3月  | 大使     | 特命全权大使 |      |
| 朱达成 | 1997年12月29日 | 1998年4月2日   | 1998年4月      |                | 2001年4月28日  | 2001年8月8日   | 2001年6月  | 大使     | 特命全权大使 |      |
| 张志军 | 2001年4月28日  | 2001年8月8日   | 2001年8月      | 2001年11月5日  | 2006年4月29日  | 2006年11月16日 | 2006年10月 | 大使     | 特命全权大使 |      |
| 高育生 | 2006年4月29日  | 2006年11月16日 | 2006年10月21日 | 2007年4月24日  | 2011年12月31日 | 2012年4月6日   | 2012年2月  | 大使     | 特命全权大使 |      |
| 黄杰民 | 2011年12月31日 | 2012年4月6日   | 2012年3月8日   | 2012年3月26日  | 2014年8月31日  | 2014年12月18日 | 2014年11月 | 大使     | 特命全权大使 |      |
| 常华   | 2014年8月31日  | 2014年12月18日 | 2014年12月10日 | 2015年3月15日  | 2016年7月2日   | 2016年11月7日  | 2016年8月  | 大使     | 特命全权大使 |      |
| 倪坚   | 2016年7月2日   | 2016年11月7日  | 2016年11月3日  | 2016年11月23日 | 2022年2月28日  | 2022年6月9日   | 2022年4月  | 大使     | 特命全权大使 |      |
| 张益明 | 2022年2月28日  | 2022年6月9日   | 2022年5月29日  | 2022年9月19日  | 现任           |                |            | 大使     | 特命全权大使 |      |